# مارك شترايتنفلد
مارك شترايتنفِلد (بالألمانية: Marc Streitenfeld) هو مؤلف موسيقي ألماني متخصص في الموسيقى التصويرية للأفلام ولد عام 1974 في ميونخ. يُعرف بتعاونه المتكرر مع المخرج ريدلي سكوت، وقد ألف الموسيقى التصويرية لعدد من أفلام هوليوود البارزة، إلى جانب أفلام, منها: رجل عصابة أمريكي، كتلة أكاذيب، الرمادي، بروميثيوس، وكل ما أراه هو أنت.

## المسيرة المهنية
وُلِد مارك شترايتنفِلد في مدينة ميونخ بألمانيا، وانتقل إلى لوس أنجلوس في سن التاسعة عشرة، حيث بدأ مسيرته بالعمل مساعدًا لمؤلف الموسيقى السينمائية الشهير هانز زيمر. كما حصل على أول فرصة له كمؤلف موسيقي عندما اختاره المخرج ريدلي سكوت لتأليف الموسيقى التصويرية لفيلم سنة جيدة (2006).
ألّف شترايتنفِلد خمس موسيقات تصويرية لأفلام من إخراج سكوت، من بينها موسيقى فيلم رجل عصابة أمريكي (2007) التي رُشّحت لاحقاً لجائزة البافتا لأفضل موسيقى أصلية، وفاز عنها بجائزة "اكتشاف العام" ضمن جوائز الموسيقى التصويرية العالمية. كما ألّف موسيقى فيلم الخيال العلمي بروميثيوس (2012) وفيلم المغامرات التاريخي روبن هود (2010).
دأب شترايتنفِلد على تسجيل معظم مؤلفاته الموسيقية في استوديوهات آبي رود الشهيرة بالعاصمة البريطانية لندن.

## الحياة الخاصة
بين عامي 2007 و2012، كان شترايتنفِلد على علاقة بالممثلة الفرنسية-الأمريكية جولي ديلبي. وفي يناير 2009، أنجبا ابنًا يُدعى ليو.

## الأعمال

### الأفلام
| السنة | العنوان (بالإنجليزية)   | المخرج        | ملاحظات                                        |
| ----- | ----------------------- | ------------- | ---------------------------------------------- |
| 2006  | A Good Year             | ريدلي سكوت    | —                                              |
| 2007  | American Gangster       | ريدلي سكوت    | رُشّحت موسيقاه لجائزة البافتا لأفضل موسيقى أصلية |
| 2008  | Body of Lies            | ريدلي سكوت    | —                                              |
| 2010  | Robin Hood              | ريدلي سكوت    | —                                              |
| 2010  | Welcome to the Rileys   | جيك سكوت      | —                                              |
| 2011  | The Grey                | جو كارنهان    | —                                              |
| 2012  | Prometheus              | ريدلي سكوت    | مؤلف موسيقى إضافية: هاري جريجسون ويليامز       |
| 2012  | Killing Them Softly     | أندرو دومينيك | —                                              |
| 2014  | After the Fall          | سار كلاين     | —                                              |
| 2015  | Poltergeist             | جيل كنعان     | —                                              |
| 2016  | All I See Is You        | مارك فورستر   | —                                              |
| 2020  | Six Minutes to Midnight | آندي غودارد   | —                                              |

### المسلسلات (التلفزيون)
| السنة     | العنوان          | ملاحظات                 |
| --------- | ---------------- | ----------------------- |
| 2014–2017 | Hand of God      | —                       |
| 2020–2022 | Raised by Wolves | تأليف مشترك مع بن فروست |

## روابط خارجية
- الموقع الرسمي لمارك شترايتنفِلد
- مارك شترايتنفِلد في قاعدة بيانات الأفلام على الإنترنت على موقع IMDb (بالإنجليزية)